# サベリウス主義
サベリウス主義は3-4世紀にキリスト教において異端とされた思想。様態論とも言う。サベリウス（en:Sabellius）という人物が唱えたことからこう呼ばれる。系統的にはモナルキア主義（一位神論、単一神論）に属し、父なる神と子なる神は互いに独立したものでなく、どちらも唯一の神の顕現する様態の違いであるとした。このため正統派の唱える三位一体論から外れることになり、異端とされた。西方では天父受難説と呼ばれた。

## 概要
モナルキア主義には、様態（モドゥス）的モナルキア主義と勢力（デュナミス）的モナルキア主義の二つの流れがあるが、サベリウス主義はその前者の代表である。
3世紀にあらわれたサベリウスは北アフリカのキレナイカ（現リビア東部）の出身でローマで自説を述べて一時はローマ司教ゼフィリヌスやカリストゥスの支持を受けるほどになった。しかし、後に神学者ヒッポリュトスがサベリウスの思想の問題点を指摘すると、カリストゥスに破門されることになった（ヒッポリュトスは、サベリウスに理解を示していた二人の教皇もまた、様態的モナルキア主義の持ち主だったと批判している）。
サベリウスはキレナイカに戻り、そこでまた支持者を集め、同地のキリスト教会の分裂を引き起こした。このことはアレクサンドリアの司教がローマの司教ディオニシウスに対し、事態の解決を依頼する手紙を書く騒ぎになった。結局、ディオニシウスが召集した地方教会会議において、改めてサベリウス思想が異端であることが再確認された。
サベリウス主義者の主張は、「三位一体とは三つの人格ではなく顕現する様態。つまり神のみが唯一の位格（プロソポン）であって、父、子、聖霊の区別は様態の見せる現象にすぎない」というものだった。
ちなみに、神学用語にギリシャ語の「プロソポン」、ラテン語の「ペルソナ」を初めて導入したのは彼らであった。
サベリウス主義者は、神の唯一性を強調するあまりイエスの人性を軽視・否定してしまったため異端とされたが、その用語は後に正統派神学に使用されている。
他にサベリウス主義のような様態的モナルキア主義を唱えた人物は、3世紀初頭のスミルナの司教ノエトス、同時期の小アジア出身のプラクセアスなどがいた。